# 総柄
総柄（そうがら）は布の柄スタイルの一つでパネル柄と違い、同じ柄が全体一面に広がっており、繰り返しがある。
トランクス、ネクタイ、タオル、ハンカチなどの布製品に多く総柄が使われていて、流通している。大半がこの総柄を採用しており、簡単に見かけることができる。